# ジグリ水力発電所

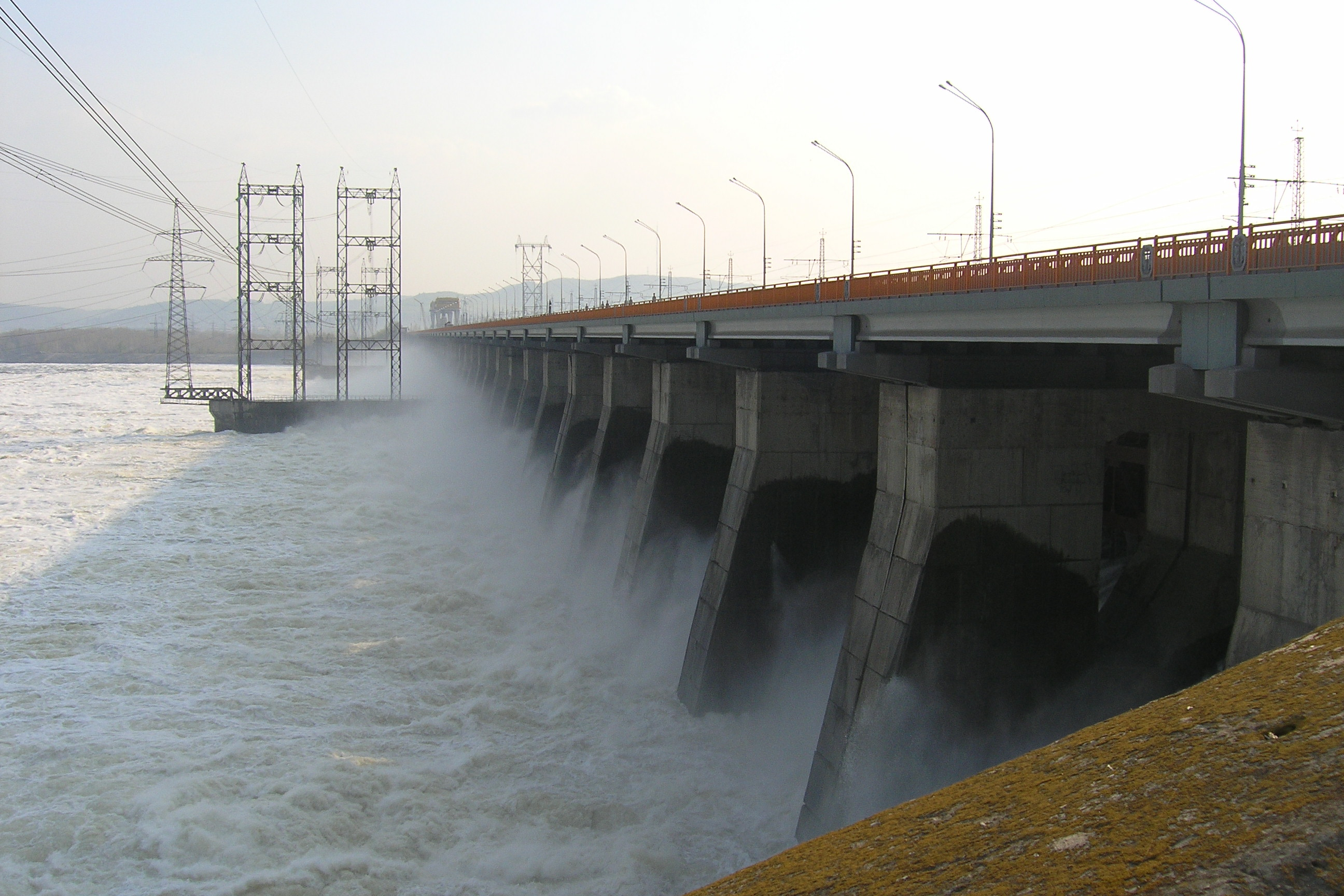
ジグリ水力発電所の洪水時の放流

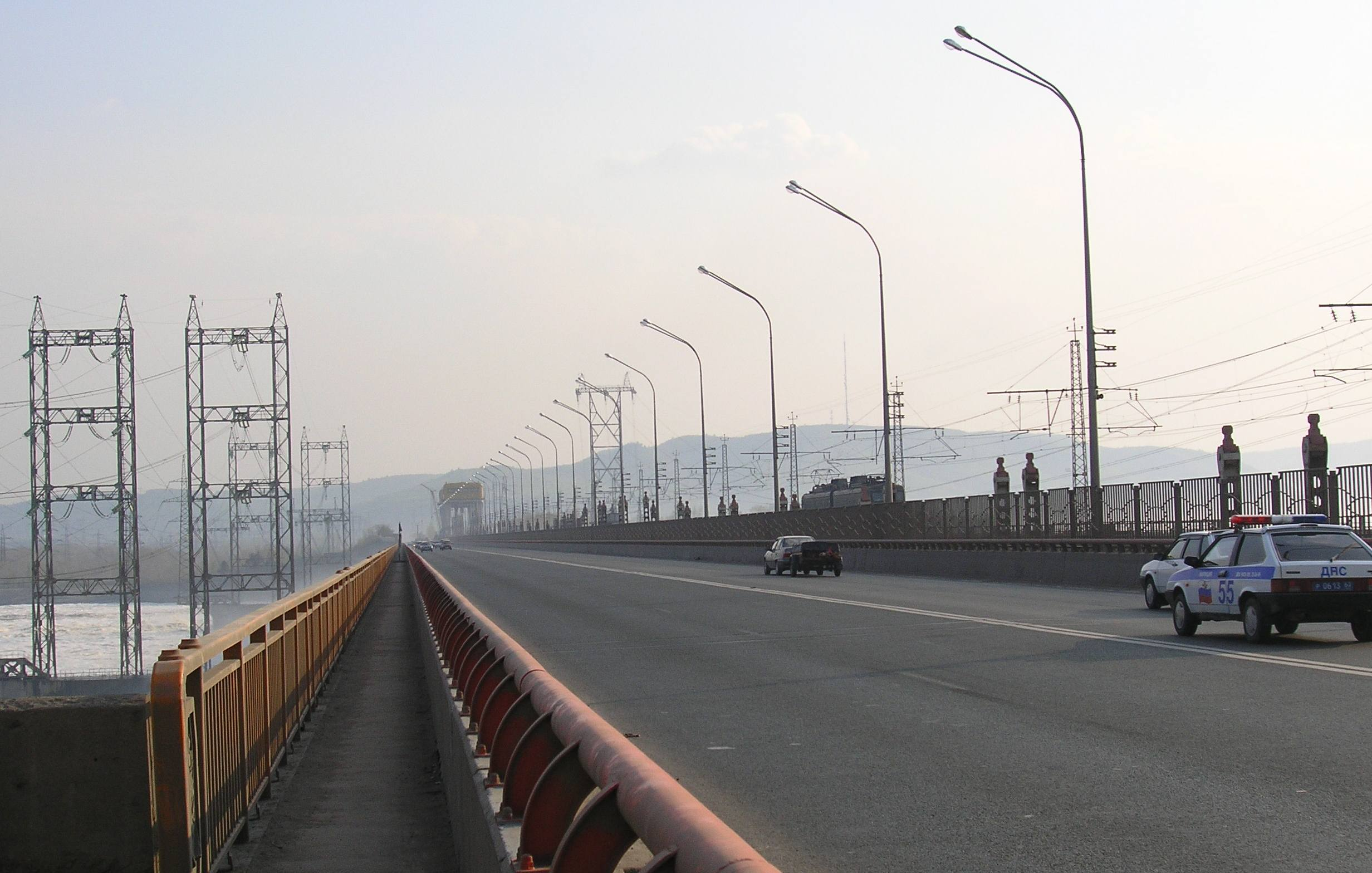
ジグリ水力発電所ダム湖の上をロシア連邦道路M5が通る（トリヤッチで）

ジグリ水力発電所（ジグリすいりょくはつでんしょ、ロシア語: Жигулёвская ГЭС、英語: Zhiguli Hydroelectric Station）は、ロシア・サマラ州にあるルスギドロの水力発電所である。サマラ州の州都・サマラ近くにあり、サマラは建設当時クイビシェフという名称であったので、この発電所も「クイビシェフ水力発電所」と呼ばれていた。

## 水力発電所
ジグリ水力発電所は、ヴォルガ川中流がトリヤッチの町を過ぎて、ジグリ山塊に突き当たり、「サマラ曲り」に入ってすぐのジグリョーフスクにあるアースフィルダムで堰き止めたクイビシェフ・ダム湖（Kuibyshev Reservoir）を利用している。1950年～1957年に建設されて、完成当時は世界有数の水力発電所であった。
アースフィルダムは長さ2800メートル、幅750メートル、高さ52メートルで、コンクリート製放流ダムは長さ980メートル、発電設備建屋は長さ700メートルである。発電能力は2372.5 MWで、平均年間出力は11,700 GWhである。発電建屋にはカプラン・タービン20基があり、115 MWのが11基、120 MWのが4基、125.5 MWのが5基で、ヘッドはすべて22.5メートルである。

## 閘門
ジグリ水力発電所のダムには、船舶航行用の閘門（ロック）が二段あり、上り・下り各一水路ずつがある。

## 記念切手
クイビシェフ水力発電所（ジグリ水力発電所）の計画と完成はソビエト祖国の一大慶事だったので、この発電所の絵柄の郵便切手がいくつか発行された。

ソビエト連邦郵便切手
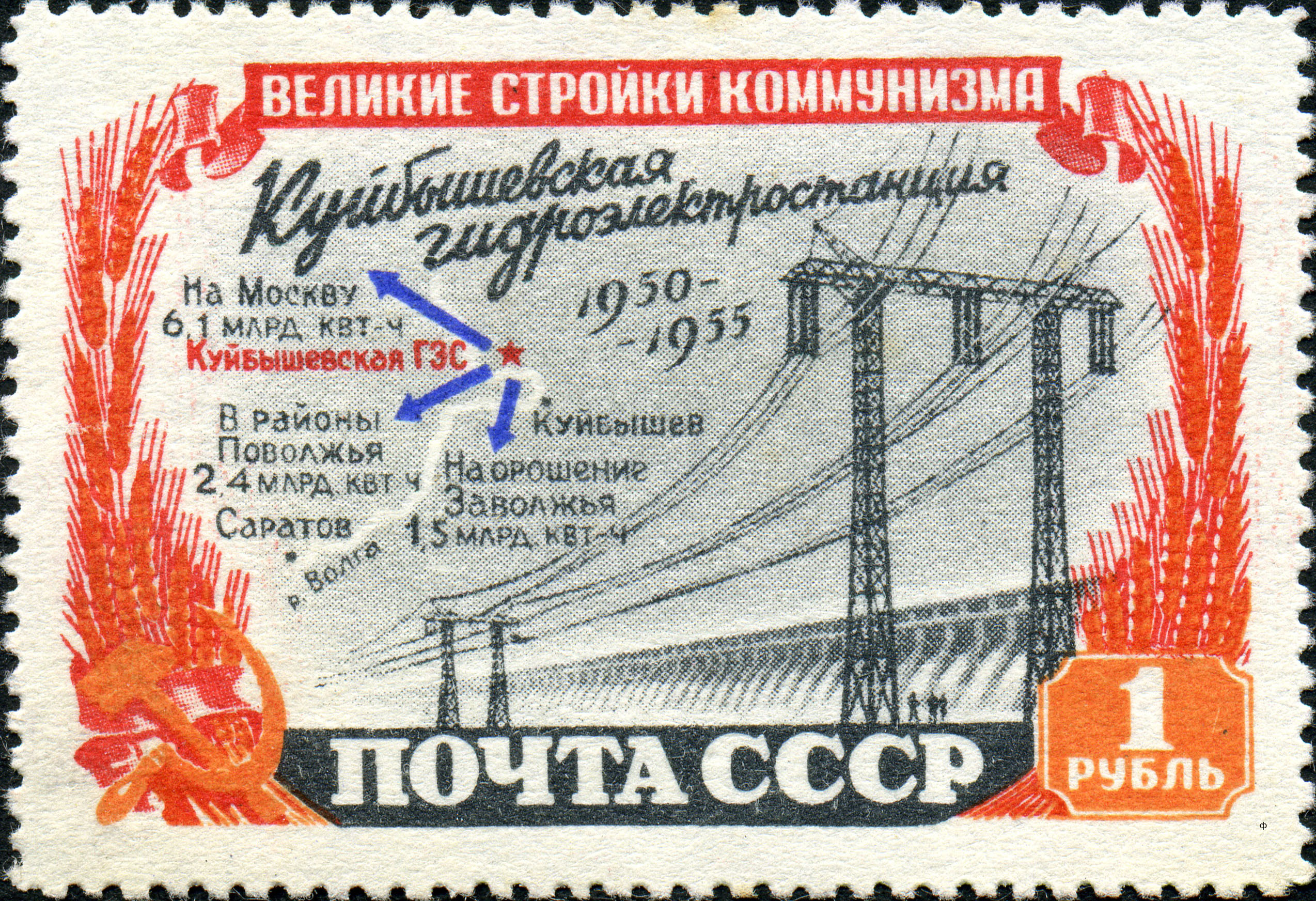
「共産主義大建設計画」 — クイビシェフ水力発電所（1951年）
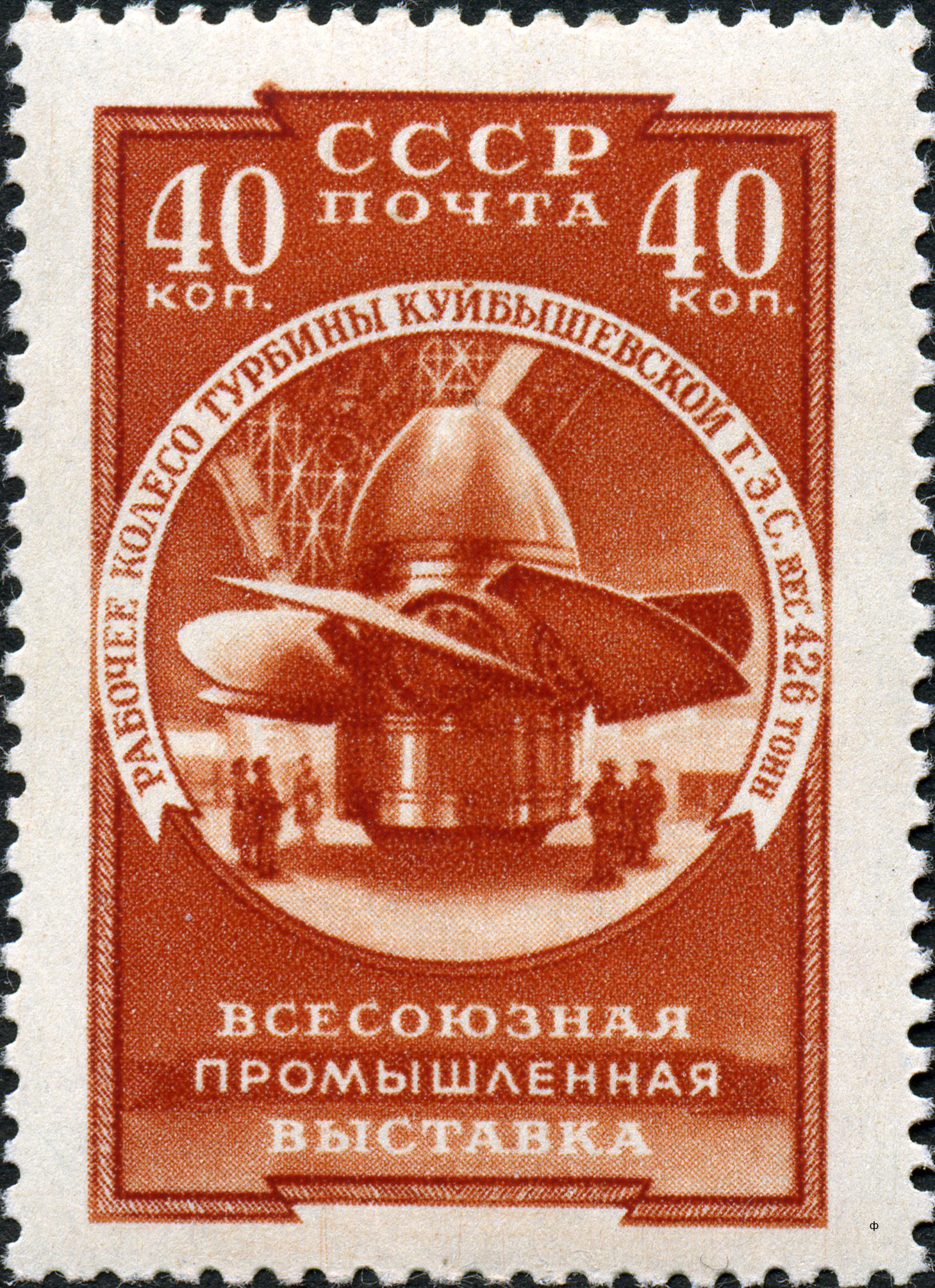
クイビシェフ水力発電所タービンの歯車 - 426トン（1957年）
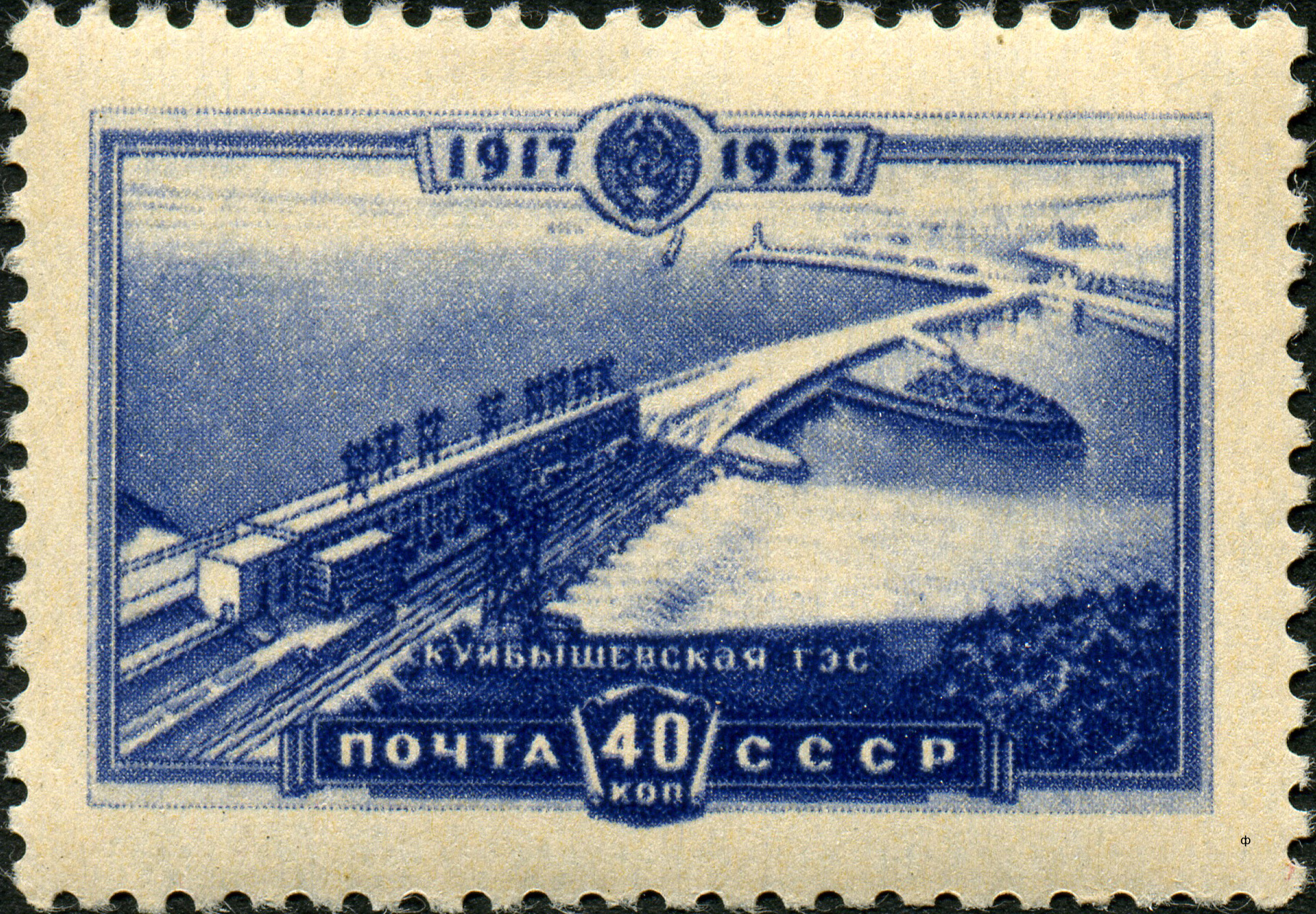
クイビシェフ水力発電所（1957年）
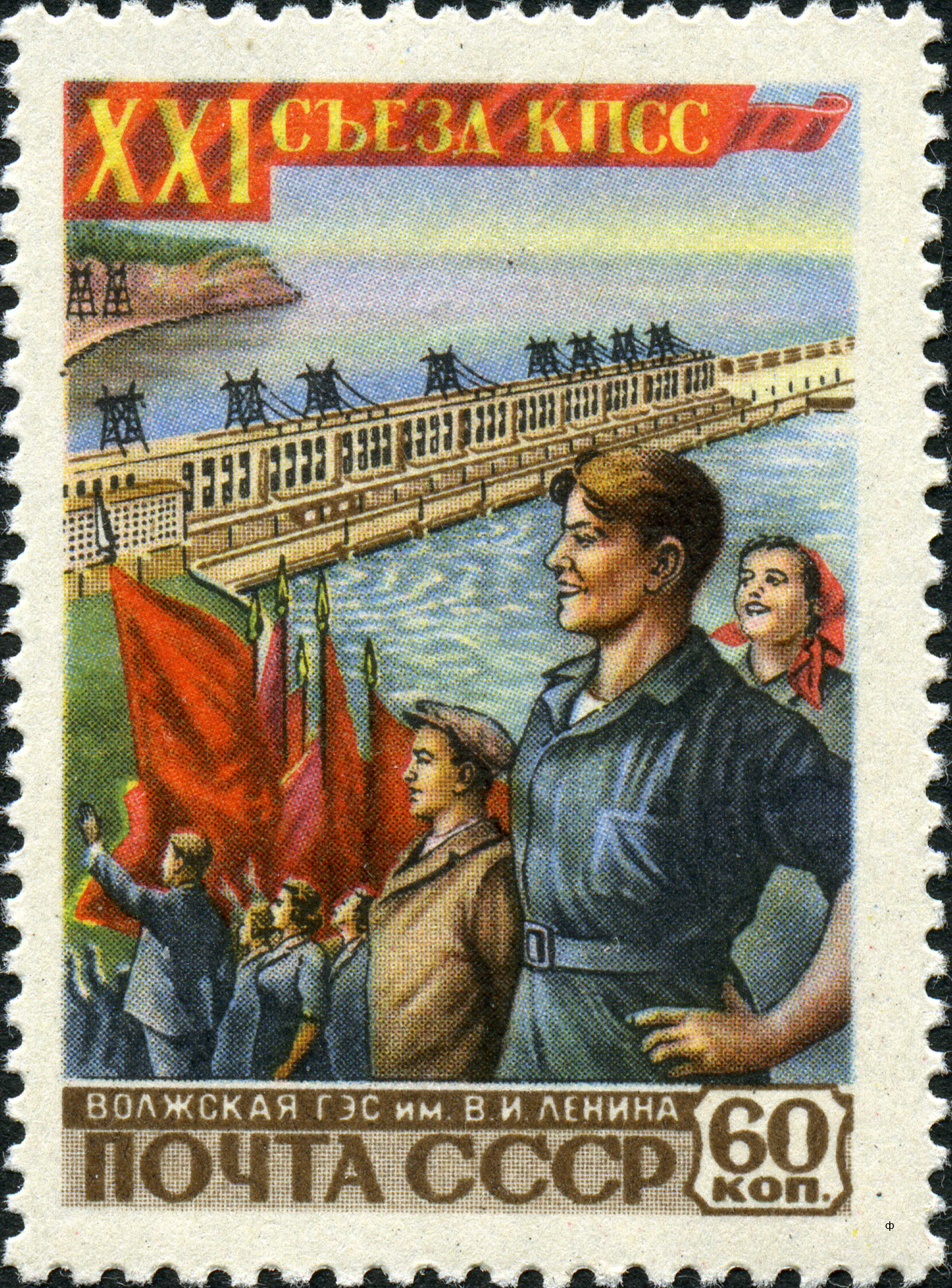
ソビエト連邦共産党21回大会: ウラジーミル・レーニン記念ヴォルガ川水力発電所（1959年）

## 参照項目
- ジグリョフスク (Zhigulyovsk)
- ヴォルガ川にある九人造湖と発電所